# Ермоленко, Игорь Николаевич
Игорь Николаевич Ермоленко (бел. Ігар Мікалаевіч Ярмоленка; 1932—1991) — советский и белорусский учёный в области физической химии волокон и плёнок полимеров, доктор химических наук (1965), профессор (1967), академик АН Белорусской ССР (1986; член-корреспондент с 1972).

## Биография
Родился 2 апреля 1932 года в Минске в семье академика Н. Ф. Ермоленко.
С 1947 по 1952 год обучался на химическом факультете Белорусского государственного университета, с 1952 по 1955 год обучался в аспирантуре этого университета.
С 1955 по 1965 год на научной работе в Институте физики и математики АН БССР в качестве младшего и старшего научного сотрудника, руководителя научной группы лаборатории люминесценции и фотохимии. 
С 1965 по 1991 год на научно-исследовательской работе в Институте общей и неорганической химии АН БССР в качестве организатора и первого руководителя лаборатории реакционно-активных волокон и плёнок, где занимался исследованиями в области жаростойких материалов, физической химии волокон и плёнок полимеров.

### Научно-педагогическая деятельность и вклад в науку
Основная научно-педагогическая деятельность И. Н. Ермоленко была связана с вопросами в области фото и физической химии, химии волокон и плёнок полимеров, занимался исследованиями в области спектроскопии целлюлозы и композиционных материалов создаваемых на её основе, им были установлены закономерности  некоторых процессов фотолиза, термолиза и окисления, под его руководством были  синтезированы новые виды промышленной целлюлозы, в том числе эфиры неорганических поликислот и создан новый вид полимерных мало серебряных и не серебряных светочувствительных материалов. И. Н. Ермоленко является пионером в области создания научных основ исследования и получения физико-химических свойств углеродных волокнистых материалов, в том числе оксидно-металлических и элементо-содержащих. И. Н. Ермоленко являлся — членом Научного Совета ГКНТ СССР по проблеме бессеребряных фотоматериалов, членом Комиссии по физике и химии целлюлозы Научного Совета и членом Бюро отделения химических и геологических наук АН Белорусской ССР. 
В 1955 году защитил кандидатскую диссертацию по теме: «Спектрально-химическое исследование окисления целлюлозы», в 1965 году защитил докторскую диссертацию на соискание учёной степени доктор химических наук по теме: «Физико-химические и спектроскопические исследования окислительных превращений целлюлозы и свойств продуктов окисления». В 1967 году ВАК СССР ему было присвоено учёное звание профессор. В 1972 году он был избран член-корреспондентом, а в 1986 году — действительным членом АН Белорусской ССР. И. Н. Ермоленко было написано более семисот научных работ в том числе семи монографий и трёхсот свидетельств на изобретения. Под его руководством было подготовлено двадцать один кандидат и три доктора наук.

## Основные труды
- Спектрально-химическое исследование окисления целлюлозы. - Минск, 1955. - 322 с.
- Спектроскопия в химии окисленных целлюлоз / Акад. наук БССР. - Минск : Изд-во Акад. наук БССР, 1959. - 292 с.
- Физико-химическое и спектроскопическое исследование окислительных превращений целлюлозы и свойств продуктов окисления. - Минск, 1962. - 650 с.
- Новые волокнистые сорбенты медицинского назначения / И. Н. Ермоленко, Е. Д. Буглов, И. П. Люблинер, С. И. Довгалев; под общ. ред. чл.-кор. АН БССР И. Н. Ермоленко. - Минск : Наука и техника, 1978. - 215 с.
- Элементосодержащие угольные волокнистые материалы / И. Н. Ермоленко, И. П. Люблинер, Н. В. Гулько. - Минск : Наука и техника, 1982. - 272 с.
- Светочувствительные материалы на основе полимеров с кислотными группами / И. Н. Ермоленко, Г. Н. Савастенко, В. В. Комарь и др.; Науч. ред. Е. А. Продан; АН БССР, Ин-т общ. и неорган. химии. - Минск : Наука и техника, 1988. - 263 с.  ISBN 5-343-00336-2
- Chemically modified carbon fibers and their applications / I.N. Ermolenko, I.P. Lyubliner, N.V. Gulko ; Transl. by E.P. Titovets. - Weinheim; New York : VCH, Cop. 1990. - 304 с.  ISBN 3-527-26927-4
- Волокнистые высокотемпературные керамические материалы / И. Н. Ермоленко, Т. М. Ульянова, П. А. Витязь, И. Л. Федорова; АН Беларуси, Ин-т общ. и неорган. химии. - Минск : Навука i тэхнiка, 1991. - 254 с. ISBN 5-343-00818-6[4]

## Награды
- Орден «Знак Почёта» (1981)
- Почётная грамота Президиума Верховного Совета БССР[1][2][3]

## Семья
- Супруга — Майя Никифоровна (1933—2023). 
  - Сын — Виктор Игоревич Ермоленко, кандидат химических наук.